# Mary Gasparoli
Mary Gasparoli, née Marie Gasparoly le 19 août 1856 à Saint-Josse-ten-Noode et morte le 17 février 1933 à Woluwe-Saint-Lambert, est une artiste peintre belge de natures mortes.
Secrétaire du Cercle des femmes peintres entre 1888 et 1893, elle a durant cette période activement œuvré à faire reconnaître le travail des femmes peintres en Belgique.

## Biographie

### Jeunesse et famille
Marie Adélaïde Antoinette Gasparoly naît en 1856 à Saint-Josse-ten-Noode, fille d'Antoine Gasparoly, valet de chambre, et Adélaïde Alexandrine Flamant, son épouse.

### Parcours
Élève d'Alfred Stevens, elle peint principalement des scènes de genre, des natures mortes et des arrangements floraux. Exposant dès la fin des années 1870, elle obtient de nombreuses récompenses, parmi lesquelles : mention honorable (Paris, 1878) ; médailles de bronze (Sydney, 1879 ; Barcelone, 1888 ; Cologne, 1889).
Membre du Cercle des femmes peintres dès sa création en 1888, elle en devient la secrétaire et un rouage essentiel. L'Art moderne la décrit comme l'« ange protecteur des femmes peintres, porte-bannière décidé et charmant de l'émancipation féminine » et la dit « toujours occupée à fournir son “groupe” d'émancipations féminines nouvelles ». Sa forte implication dans l'organisation des expositions annuelles de l'association est remarquée par les journalistes, et d'autant plus soulignée  que Mary Gasparoli doit faire face au dédain de ses confrères ou de consœurs plus célèbres :

« Les Femmes-peintres ont en Mme Mary Gasparoli un secrétaire doué de la plus  insinuante activité, de la plus rusée diplomatie.
Elle parvient, Dieu sait par quels machiavélismes ! à découvrir, à inventer en Belgique assez de femmes-peintres pour remplir, ou à peu près (ce n'est vraiment qu'une approximation) les trois salles du Musée affectées aux expositions privées. Et alors que les peintresses connues ou réputées [...] font la petite bouche, dédaignent cette “parlotte” féminine, et préfèrent mêler leurs jupes aux pantalons en des Salons mixtes où le talent seul, et non le sexe, établit une classification, le menu secrétaire trottine si allègrement d'atelier en atelier que l'exposition s'ouvre à son heure, avec un contingent honorable de toiles. »

En 1893 se tient la dernière exposition du Cercle des femmes peintres. Peu après, la Commission des achats et récompenses propose au gouvernement belge une liste d'artistes à primer financièrement, parmi lesquels figure Mary Gasparoli.
En novembre 1895, elle fait partie des artistes venus rendre hommage à Jules de Burlet, ancien ministre de l'Intérieur et des Beaux-Arts, devenu l'année précédente Premier ministre de Belgique. Établie à Etterbeek, elle expose à Londres en 1898.
En 1914, une œuvre signée Mary Gasparoli est présentée dans l'exposition parodique Great Zwans Exhibition (nl). Composée de quelques tickets de tramway  accompagnés de la mention « Ne jetez plus vos billets de trams — Envoyez-les 34, avenue de la Joyeuse-Entrée, où l'artiste ci-dessus en fait des tableaux acquis par la Commission des Musées. », l’œuvre est une satire des collages futuristes et cubistes.
Mary Gasparoli meurt en 1933 à Woluwé-Saint-Lambert,,[réf. à confirmer].

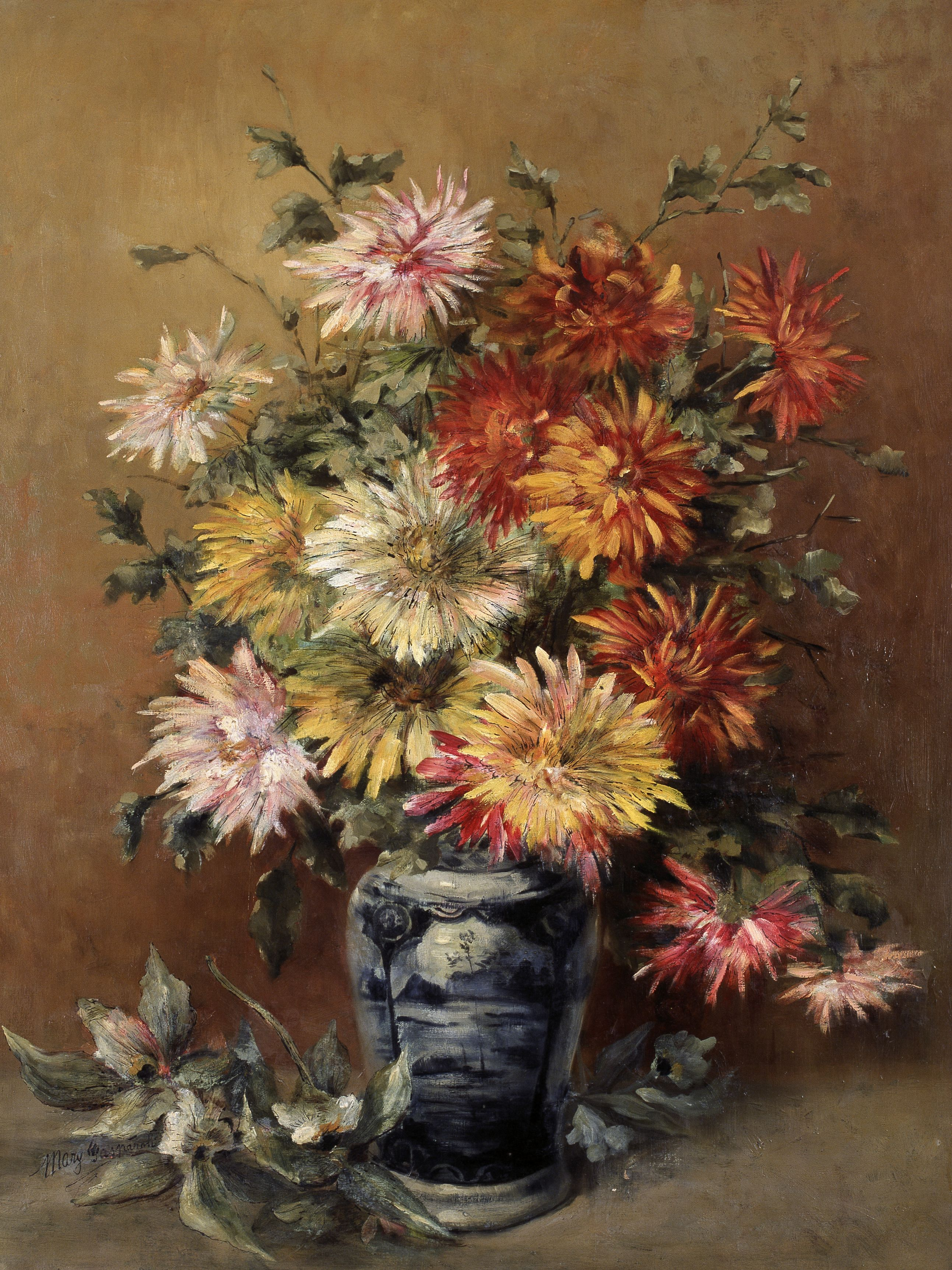
Fleurs dans un vase.

## Œuvres
(liste non exhaustive)
- Géraniums, vers 1890[14]
- Pensées, 1890[15]
- Chrysanthèmes (aquarelle), vers 1897[16]
- Pavots, vers 1897
- Villa, vers 1897
- Fleurs dans un vase, sans date, musée des Beaux-Arts de Gand, inv. 1911-EH[17]
- Assiettes en porcelaine avec dessin d'orchidées, sans date, offertes à Lucien Linden, fils du botaniste Jean Linden[18]
- Quelques billets de trams, collage, 1914[11]

## Expositions
(liste non exhaustive)
- Exposition du Cercle des femmes peintres, Bruxelles, 1888[19]
- Exposition du Cercle artistique de Bruxelles, 1889[20]
- Exposition internationale de Cologne, 1889[21]. Médaille de bronze (section Aquarelles)
- Exposition du Cercle des femmes peintres, Bruxelles, 1890[15]
- Exposition du Cercle des femmes peintres, Bruxelles, 1892[22]
- Exposition du Cercle des femmes peintres, Bruxelles, 1893[23]
- Exposition internationale de Bruxelles de 1897[16]
- International Universal Exhibition, Earl's Court, Londres, 1898[10]
- Great Zwans Exhibition, Bruxelles, 1914[11]